# Heading for Tomorrow
Albums de Gamma Ray
Sigh No More
(1991)
Heading for Tomorrow est le premier album studio du groupe de power metal allemand Gamma Ray sorti le 19 février 1990 chez Noise Records. Cet album a été réédité en 2002 avec les 5 albums suivants dans le coffret The Ultimate Collection. Cet réédition digipack a été aussi disponible en dehors du coffret, en édition limitée. 
Beaucoup de titres de cet album étaient déjà (ou en partie composés) avant que Kai Hansen, fondateur d'Helloween, ne quitte son premier groupe pour former Gamma Ray.
Ainsi, Ralf Scheepers, premier chanteur de Gamma Ray, a dû s'adapter aux morceaux composés à l'origine pour le chanteur d'Helloween Michael Kiske. Ce premier album ressemble d'ailleurs aux Keeper of the Seven Keys d'Helloween, composés en grande partie par Kai Hansen. En effet, à l'instar de ces deux albums, Heading For Tomorrow s'ouvre sur une courte introduction instrumentale et se termine sur un morceau de presque un quart d'heure.

## Liste des titres
| No  | Titre                                   | Auteur         | Durée |
| --- | --------------------------------------- | -------------- | ----- |
| 1.  | Welcome                                 | Kai Hansen     | 1:00  |
| 2.  | Lust for Life                           | Kai Hansen     | 5:01  |
| 3.  | Heaven Can Wait                         | Kai Hansen     | 4:23  |
| 4.  | Space Eater                             | Kai Hansen     | 4:34  |
| 5.  | Money                                   | Kai Hansen     | 3:40  |
| 6.  | The Silence                             | Kai Hansen     | 6:20  |
| 7.  | Hold Your Ground                        | Kai Hansen     | 4:48  |
| 8.  | Free Time                               | Ralf Scheepers | 5:01  |
| 9.  | Heading for Tomorrow                    | Kai Hansen     | 14:30 |
| 10. | Look at Yourself (reprise d'Uriah Heep) | Ken Hensley    | 4:45  |

| 11. | Mr. Outlaw | Ralf Scheepers | 4:09 |

| 11. | Mr. Outlaw        | Ralf Scheepers | 4:09 |
| 12. | Lonesome Stranger | Kai Hansen     | 4:58 |
| 13. | Sail On           | Kai Hansen     | 4:24 |

### Heaven Can Wait (Maxi)
Ces trois titres sont aussi disponibles sur le maxi intitulé Heaven Can Wait.
Deux maxis ont été édités à partir de cet album. Ce sont :
1. Heaven Can Wait ("Heaven Can Wait", "Sail On", "Mr Outlaw", "The Lonesome Stranger" + "Who Do You Think You Are" pour l'édition européenne)
2. Who Do You Think You Are ("Who Do You Think You Are", "Heaven Can Wait", "Heading For Tomorrow").

Sur ces deux maxis, "Heaven Can Wait" apparaît en version ré enregistrée avec une nouvelle formation du groupe. Sur Who Do You Think You Are, édité uniquement au Japon, "Heading For Tomorrow" apparaît en version instrumentale.
Pour promouvoir l'album, le groupe fera une longue tournée qui sera immortalisée par une cassette vidéo intitulée Heading For The East, qui, depuis, a été rééditée en DVD.

## Composition du groupe
- Ralf Scheepers : Chant
- Kai Hansen : Guitares
- Uwe Wessel : Basse
- Mathias Burchardt : Batterie

### Musiciens Invités
- Dirk Schlächter: basse sur Space Eater et Money
- Tommy Newton: guitares sur Freetime
- Tammo Vollmers: batterie sur Heaven Can Wait
- Mischa Gerlach: Keyboards

### Heaven Can Wait&Who Do You Think You Are
- Ralf Scheepers: Chant
- Kai Hansen: Guitares
- Dirk Schlächter: Guitares
- Uwe Wessel: Basse
- Uli Kusch: Batterie